# Always Look on the Bright Side of Life
"Always Look on the Bright Side of Life" (em tradução livre para português: "Olha Sempre para o Lado Positivo da Vida") é uma canção cómica escrita pelo membro dos Monty Python Eric Idle que foi apresentada pela primeira vez no filme do Python Life of Brian e tornou-se uma canção comum para cantar em eventos públicos, como partidas de futebol e funerais.
Escrita na tradição do music hall britânico, a música aborda o estoicismo e o espírito de "stiff upper lip" diante da adversidade, tão frequentemente associado ao povo britânico. Tornou-se imensamente popular, alcançando a posição nº 3 no top musical de singles do Reino Unido em 1991. Idle cantou a música ao vivo para um público global na cerimónia de encerramento das Olimpíadas de Verão de 2012, durante o segmento de uma hora da sinfonia da música britânica.

## História
Enquanto tentava encontrar uma maneira de terminar o filme Monty Python: A Vida de Brian, Eric Idle escreveu uma versão original da música numa guitarra Gibson J-50 usando apenas acordes de jazz que aprendeu num curso de Mickey Baker. Originalmente, a música era cantada de uma forma mais direta, o que os outros membros do Python acabaram por concordar que seria bom o suficiente para o final do filme. No entanto, Michael Palin observou no seu diário de 16 de junho de 1978 que durante uma reunião de roteiro, "as duas canções de Eric - 'Otto' e a canção de crucificação 'Look on the Bright Side' - foram recebidas com bastante frieza antes do almoço". Apesar de inicialmente desapontados, o grupo gostou dos esforços de Idle e a canção foi mantida. Enquanto praticava durante uma pausa nas filmagens, Idle descobriu que a música funcionaria melhor se fosse cantada de uma maneira mais atrevida por um personagem seu chamado "Mr Cheeky", que por sua vez era baseado na equipe de iluminação cockney do filme. Esta nova versão foi usada no filme e se tornou uma das composições mais famosas dos Monty Python.
A música aparece no final do filme. O personagem principal do filme, Brian Cohen (interpretado por Graham Chapman), foi crucificado pela sua participação num plano de sequestro. Depois de uma sucessão de aparentes oportunidades de resgate, todas sem resultado, uma personagem numa cruz próxima (interpretado por Eric Idle) tenta animá-lo cantando "Always Look on the Bright Side of Life". À medida que a música avança, muitas das outras vítimas da crucificação (140 no total, de acordo com o roteiro, embora vinte e três cruzes sejam realmente vistas na tela) começam a dançar de uma forma muito restrita e se juntam ao gancho assobiado da música. A música continua enquanto a cena muda para uma tomada geral das cruzes e os créditos começam a rolar. Uma versão instrumental é tocada na segunda metade dos créditos. A sua aparição no final do filme, quando o personagem central parece fadado à morte, é deliberadamente irónica.
"Always Look on the Bright Side of Life" foi arranjado e conduzido por John Altman e gravado no Chappell's Studio com uma orquestra completa e os Fred Tomlinson Singers. O assobio foi executado por Neil Innes. A música apareceu no álbum da trilha sonora do filme, listada como "Look on the Bright Side of Life (All Things Dull and Ugly)". A legenda não aparece na música e é usada apenas no álbum da trilha sonora. "All Things Dull and Ugly" também era o título de uma faixa não relacionada no álbum Contractual Obligation do Monty Python (lançado no ano seguinte), que é uma paródia do hino popular "All Things Bright and Beautiful". A música também foi lançada como single Double A side com "Brian", o tema de abertura do filme (interpretado por Sonia Jones).
A música tocou no traço britânico de estoicismo e de "stiff upper lip" diante de um desastre, e tornou-se imensamente popular. Quando o contratorpedeiro HMS Sheffield foi atingido por um míssil anti-navio Exocet em 4 de maio de 1982 na Guerra das Malvinas, a sua tripulação cantou enquanto esperava para ser resgatada de seu navio que estava afundando, assim como a tripulação do HMS Coventry.
Quando Chapman morreu em 4 de outubro de 1989, os cinco Pythons restantes, assim como amigos próximos e familiares de Chapman, reuniram-se no seu serviço memorial público para cantar "Always Look on the Bright Side of Life" como parte do elogio fúnebre de Idle. Em 2005, uma sondagem da Music Choice mostrou que era a terceira música mais popular que os britânicos gostariam que tocasse nos seus funerais. Em 2014, era o mais popular.